# Delores Hall
Delores Hall (...) è un'attrice e cantante statunitense.

## Biografia
Attrice teatrale e televisiva, Delores Hall fece il suo debutto a Broadway come sostituta nel cast originale del musical Hair nel ruolo di Dionne e cantando il brano di apertura dello spettacolo, Age of Aquarius. Negli anni settanta, prese parte a numerose commedie musicali di Broadway e nel 1973, registrò per la RCA Records il LP Hall-Mark. Nel 1977, vinse un Tony Award per il musical Your Arm's Too Short to Box with God. Diventò una star nel ruolo di Jewel, nella produzione originale di The Best Little Whorehouse in Texas.
In televisione, entrò a far parte del cast di Un detective in corsia nel ruolo dell'infermiera Delores Mitchell che, in varie puntate della serie, si esibisce in qualche numero musicale con Dick Van Dyke, il dottor Sloane, già popolarissimo protagonista delle scene musicali che, al cinema, si ricorda soprattutto per aver affiancato Julie Andrews in Mary Poppins. 
L'attrice ebbe anche una breve carriera cinematografica, lavorando in due dei suoi tre film con il regista Richard Donner.
Nel 1992, Delores Hall ricoprì il ruolo di una guardia giurata in Arma letale 3.

## Premi e riconoscimenti
- Tony Award alla miglior attrice non protagonista in un musical (1977) per Your Arms Too Short to Box With God

## Spettacoli teatrali
- Hair, di James Rado e Gerome Ragni (testi) e Galt MacDermot (musica)
- Inner City (Broadway, 29 novembre 1971)
- The Selling of the President (Broadway, 22 marzo 1972)
- Dude (Broadway, 9 ottobre 1972)
- The Night That Made America Famous (Broadway, 14 febbraio 1975)
- Your Arms Too Short to Box With God (Broadway, 22 dicembre 1976)
- The Best Little Whorehouse in Texas (Broadway, 19 giugno 1978)

## Filmografia

### Cinema
- S.O.S. fantasmi (Scrooged), regia di Richard Donner (1988)
- Arma letale 3 (Lethal Weapon 3), regia di Richard Donner (1992)
- Vendesi miracolo (Leap of Faith), regia di Richard Pearce (1992)

### Televisione
- Un detective in corsia (Diagnosis: Murder) - serie TV, 41 episodi (1993-1995)